# الجزائر من الأعلى
الجزائر من الأعلى (بالفرنسية: L'Algérie vue du ciel)‏ هو فيلم وثائقي فرنسي-جزائري صدر عام 2015، من إخراج يان أرثوس-بيرتراند ويزيد تيزي. يُظهر الفيلم جمال وتنوع الجزائر، أكبر بلد في أفريقيا والبحر الأبيض المتوسط، من خلال لقطات جوية مذهلة. يروي الفيلم جاليل لسبرت، ممثل ومخرج فرنسي من أصل جزائري، الذي يخاطب شقيقه الذي بقي في الجزائر ويحكي له عن تاريخ البلاد وثقافتها وعجائبها الطبيعية.
الفيلم هو أول فيلم وثائقي يتم تصويره بالكامل من السماء على الجزائر. يغطي الفيلم مختلف المناطق والجوانب في الجزائر، من المدن الساحلية المزدهرة إلى جبال الأطلس الرابضة، من الواحات الهادئة في الصحراء إلى التلال الخصبة في الساحل. كما يستكشف الفيلم الماضي الغني والمعقد للجزائر، حيث تركت الحضارات والتأثيرات المختلفة بصماتها. الفيلم هو تحية للجزائر وشعبها، واحتفال بصمودهم وتنوعهم.
تم إصدار الفيلم في 16 يونيو 2015 في فرنسا، وحظي بآراء إيجابية من النقاد والجمهور. وقد أشيد بتصويره، والسرد، والموسيقى. تم إنتاج الفيلم من قبل شركة إنتاج الأمل، التي أسسها أرتوس بيرتران لإنتاج أفلام وثائقية تسلط الضوء على القضايا البيئية والاجتماعية. وقد حظي الفيلم أيضًا بدعم من وزارة الثقافة الجزائرية والمكتب الوطني الجزائري للسياحة.

## وصلات خارجية
- الجزائر من الأعلى  على قاعدة بيانات الأفلام على الإنترنت (بالإنجليزية).